# Église Saint-Médard de Bonnefond
Pour les articles homonymes, voir église Saint-Médard.
L'église Saint-Médard est une église catholique située à Bonnefond, en France.

## Localisation
L'église est située dans le département français de la Corrèze, sur la commune de Bonnefond, au centre du village, juste à côté du tilleul de Sully.

## Histoire
L'église de Bonnefond est attestée pour la première fois dans les archives en 1202. Au XIVe siècle, elle dépendait de l'Abbaye de la Chaise-Dieu. Effondré en  1757, le clocher a été reconstruit peu après comme l'atteste  une clé de voûte portant cette date.

## Architecture
De style roman, l'église n'est éclairée que par un petit oculus dans la chapelle Saint-Joseph et deux autres petites baies.

L'église est construite en pierre de taille et est recouverte d'ardoises.
A l'ouest, le clocher-mur , avec deux baies campanaires, qui comporte un portail, est supporté par deux imposants contre-forts.

Le plan est formé d'un vaisseau allongé et des voûtes d'ogives supportent l'ensemble.
La nef simple avec deux chapelles latérales  est terminée par un chevet plat.

## Objets protégés
De nombreux objets de cette église, dont la plupart ne sont pas exposés pour éviter les vols, sont inscrits au titre de monuments historiques :
- la statue de Saint Médard[3] ;
- la statue de Saint Roch en bois polychrome du XVIIe siècle[4].

Une croix monumentale du XIVe siècle située contre le mur sud de l'église est inscrite à l'Inventaire général du patrimoine culturel.
L'église Saint-Médard de Bonnefond est inscrite à l'Inventaire général du patrimoine culturel.

## Galerie: extérieur de l'église

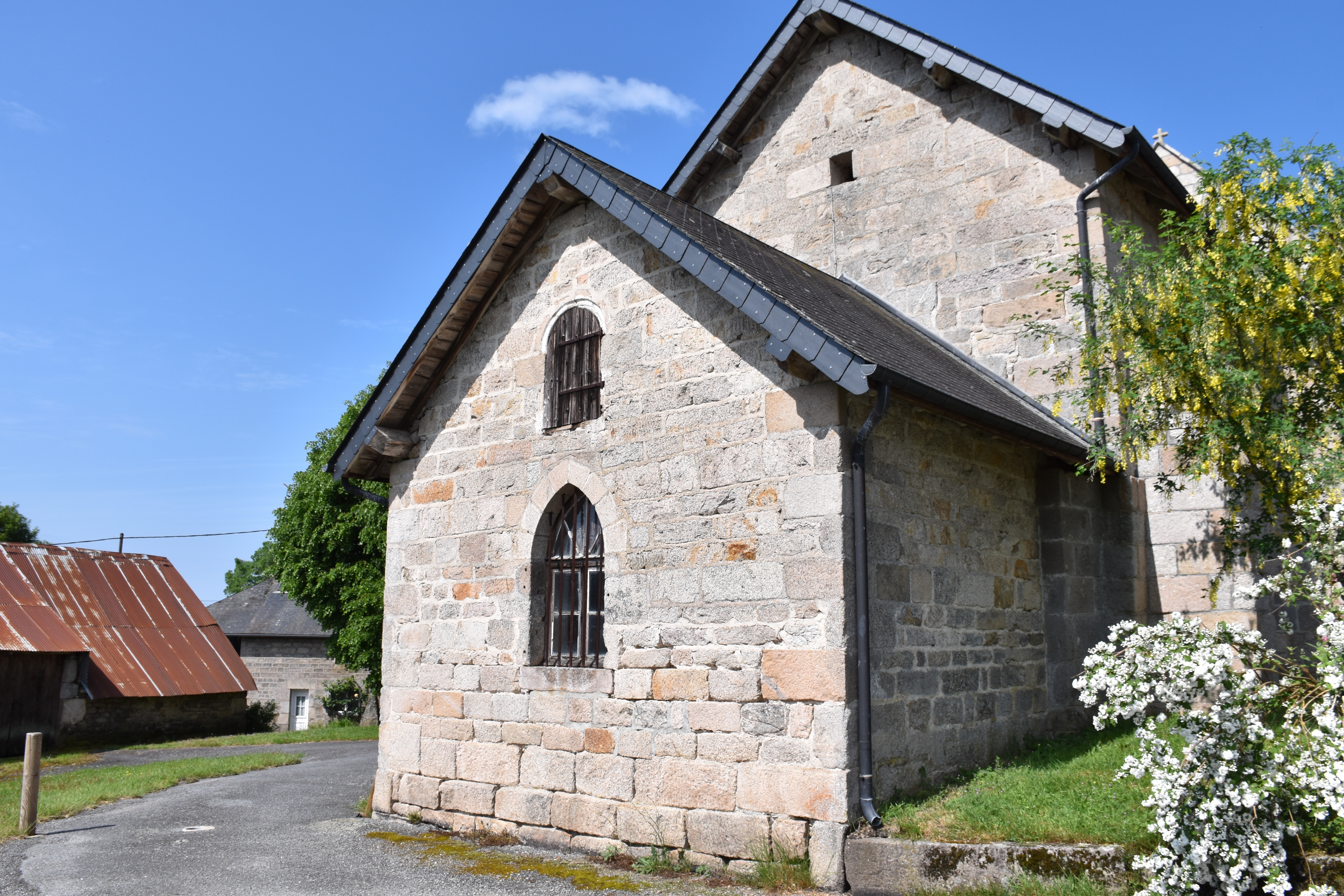
la sacristie est située à l'arrière de l'église.
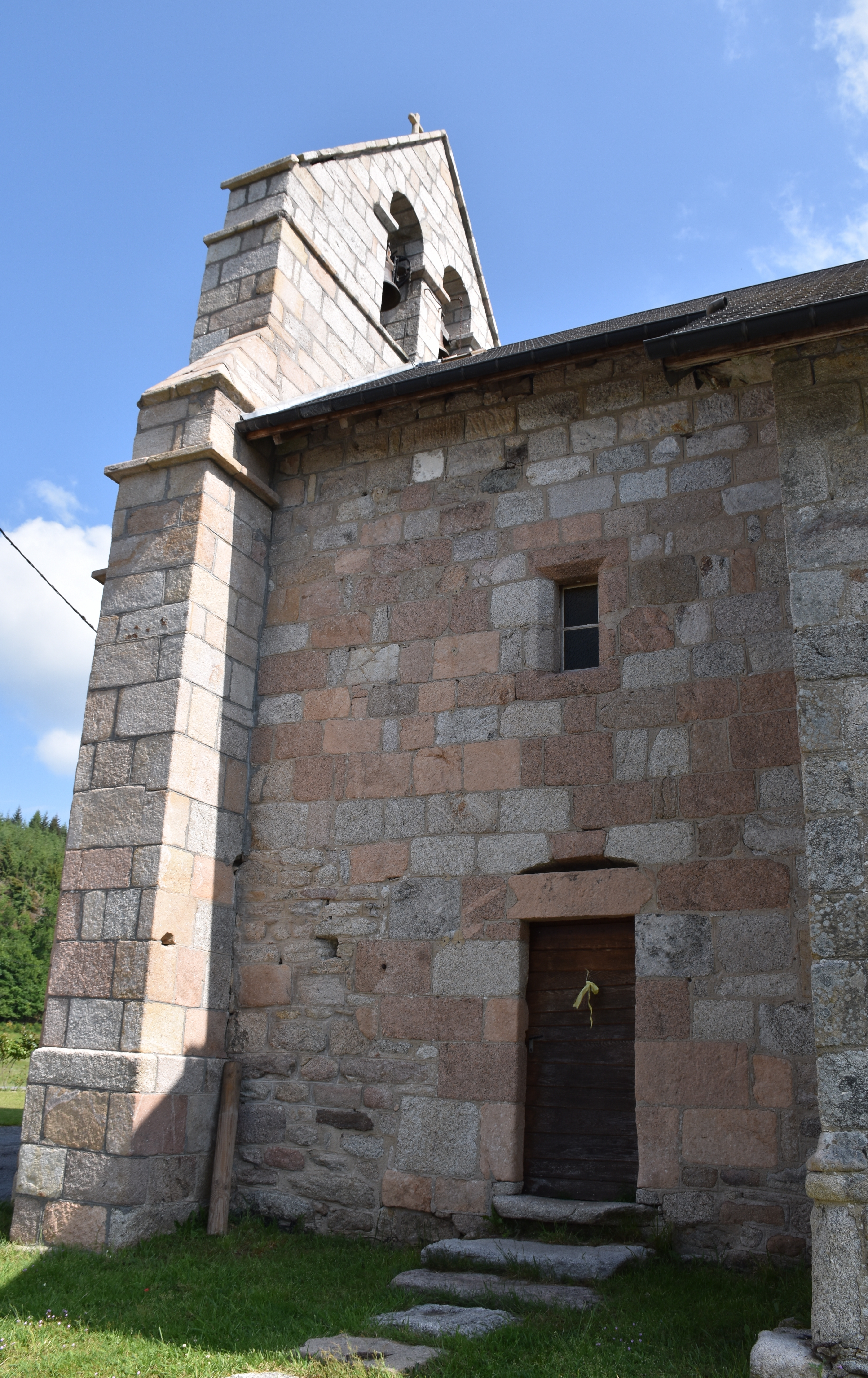
.
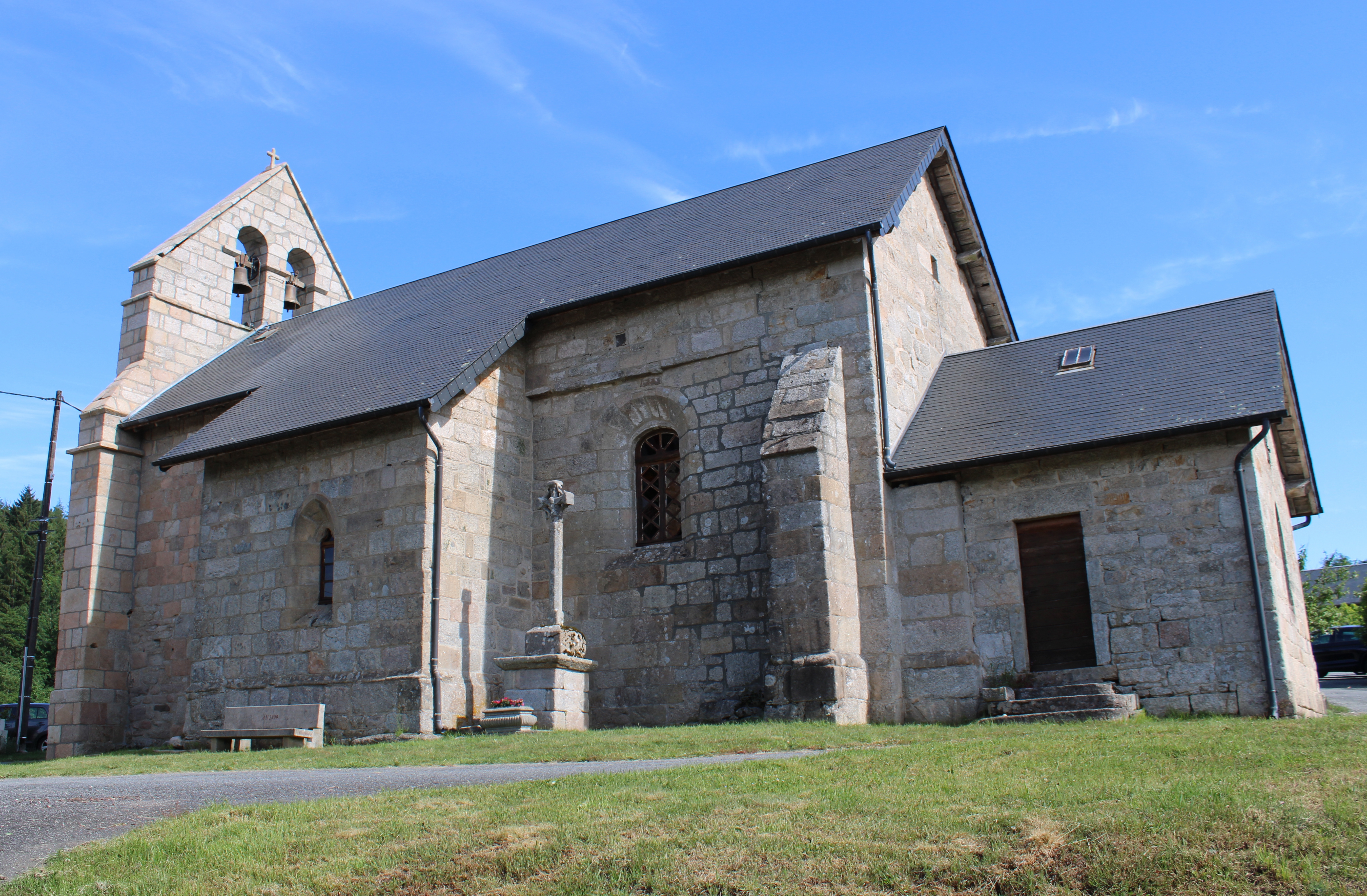
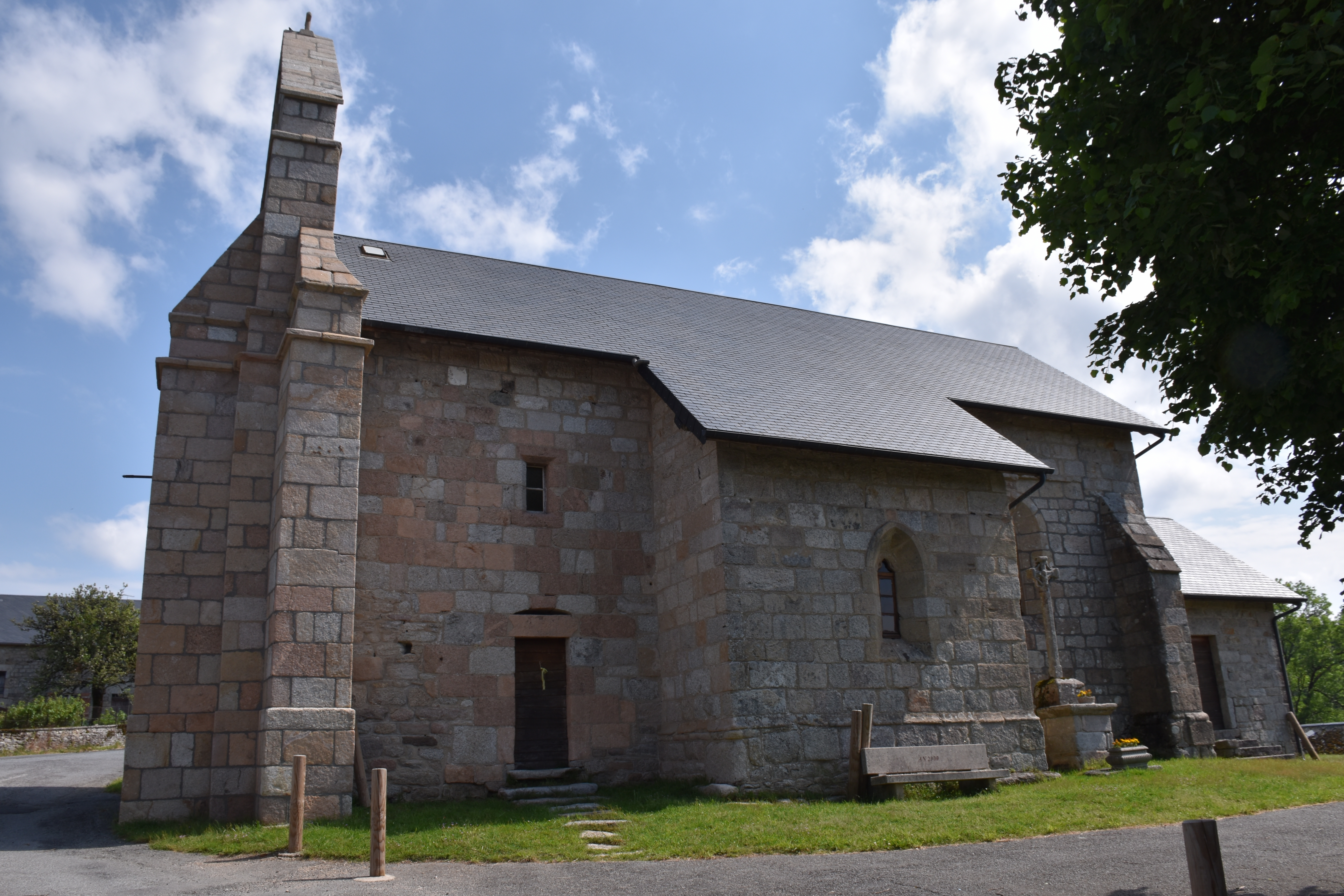
.
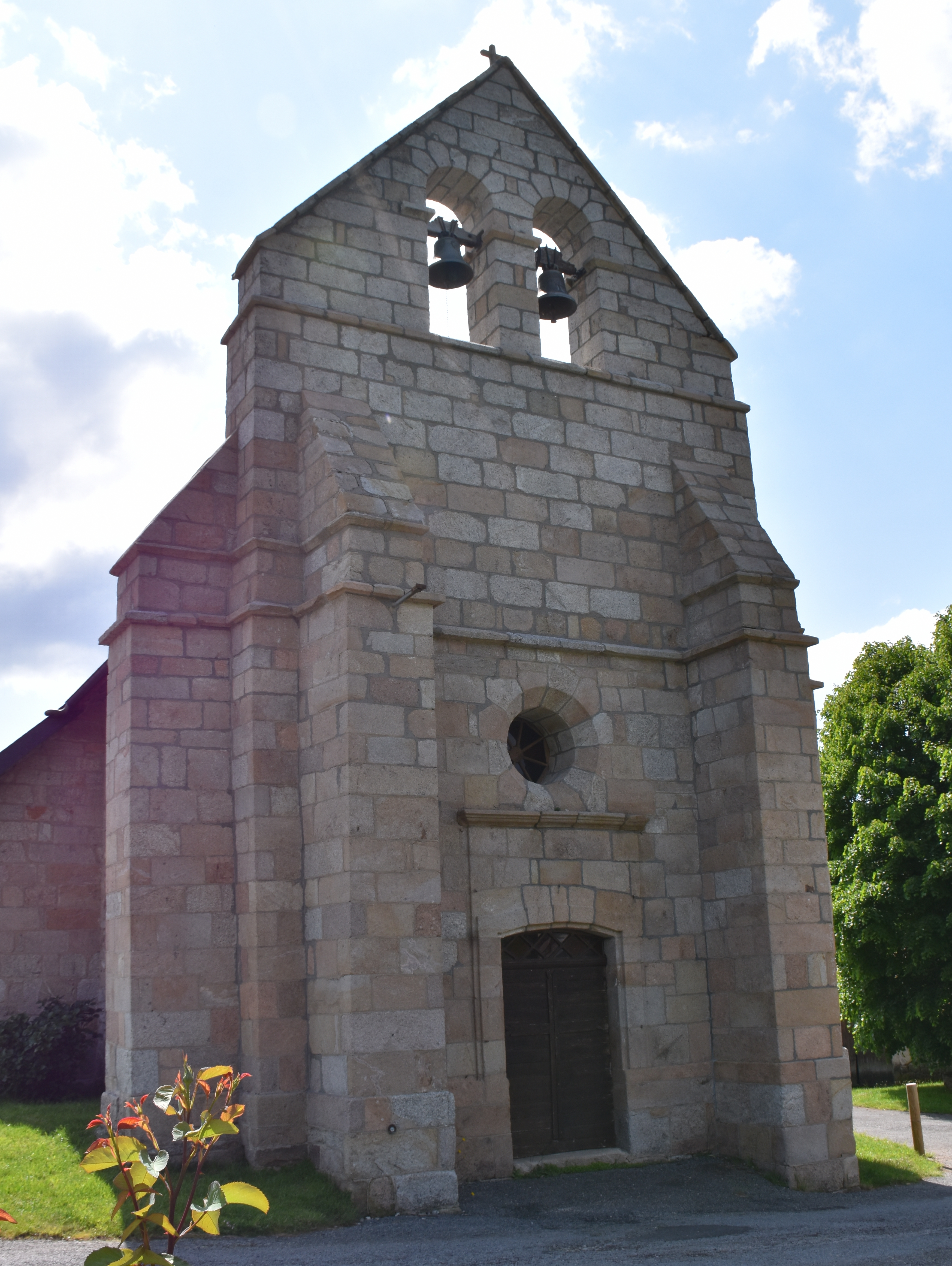
La façade et le clocher-mur.
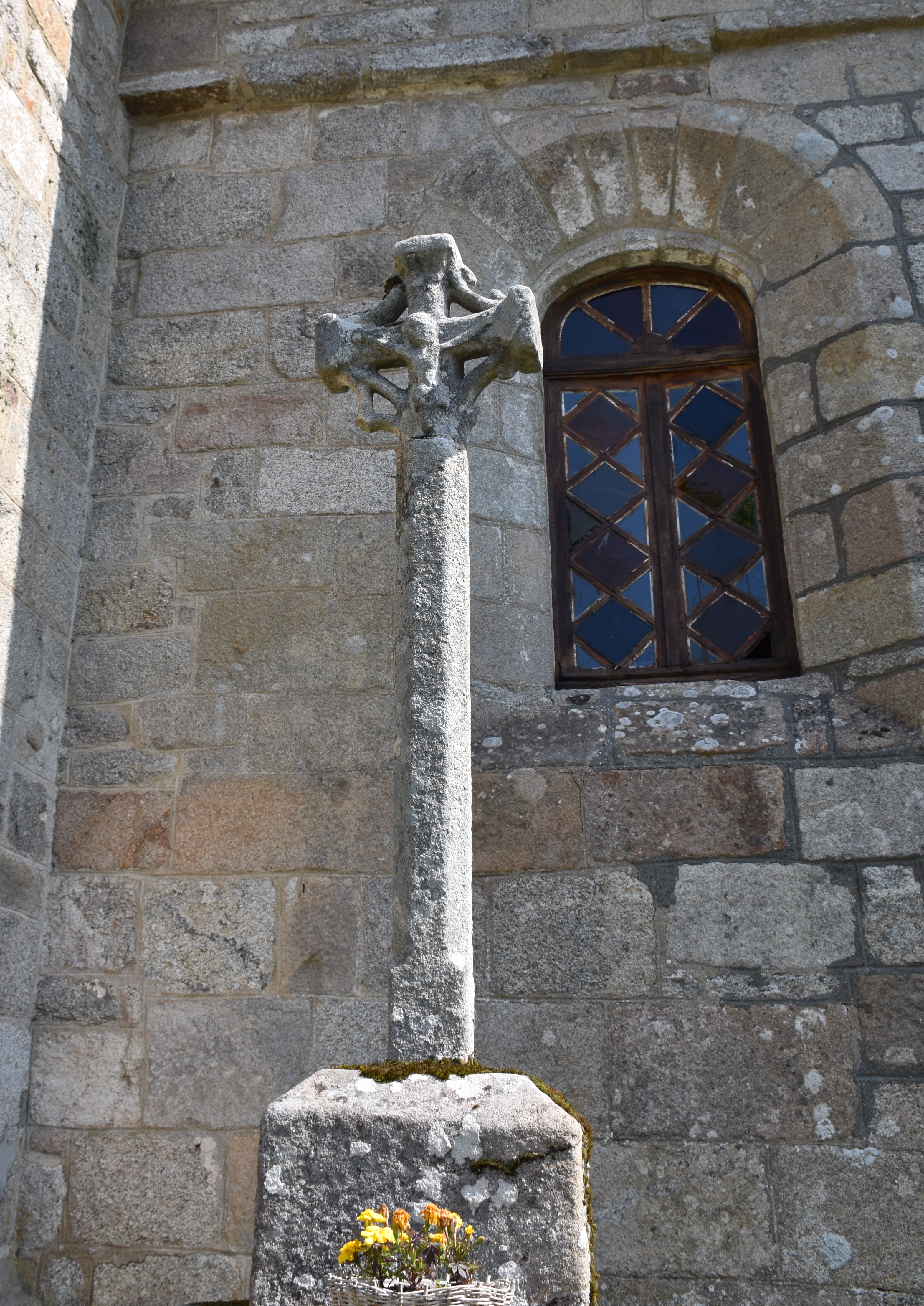
Croix monumentale classée MH sur le mur sud.

## Galerie: intérieur de l'église

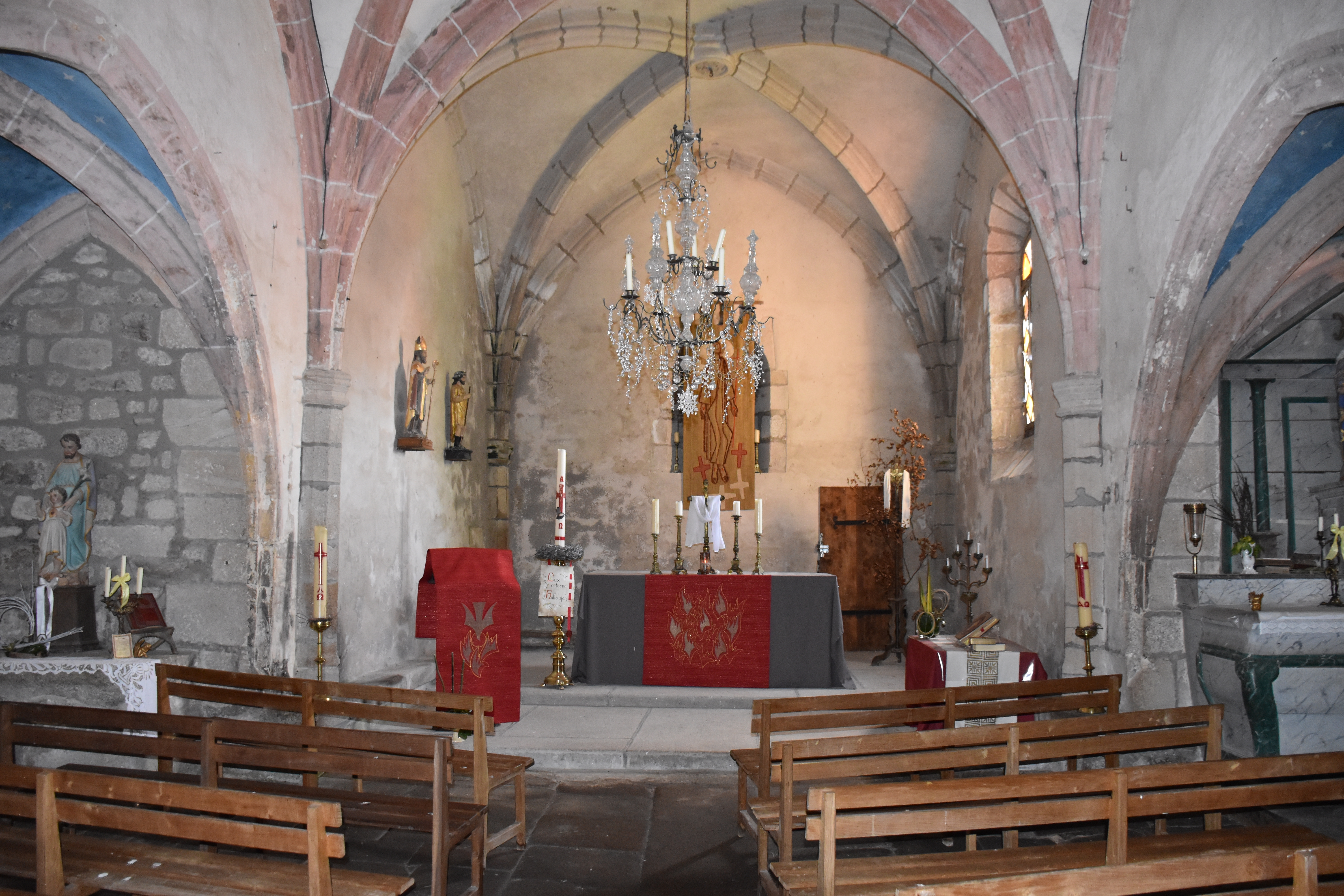
La nef.
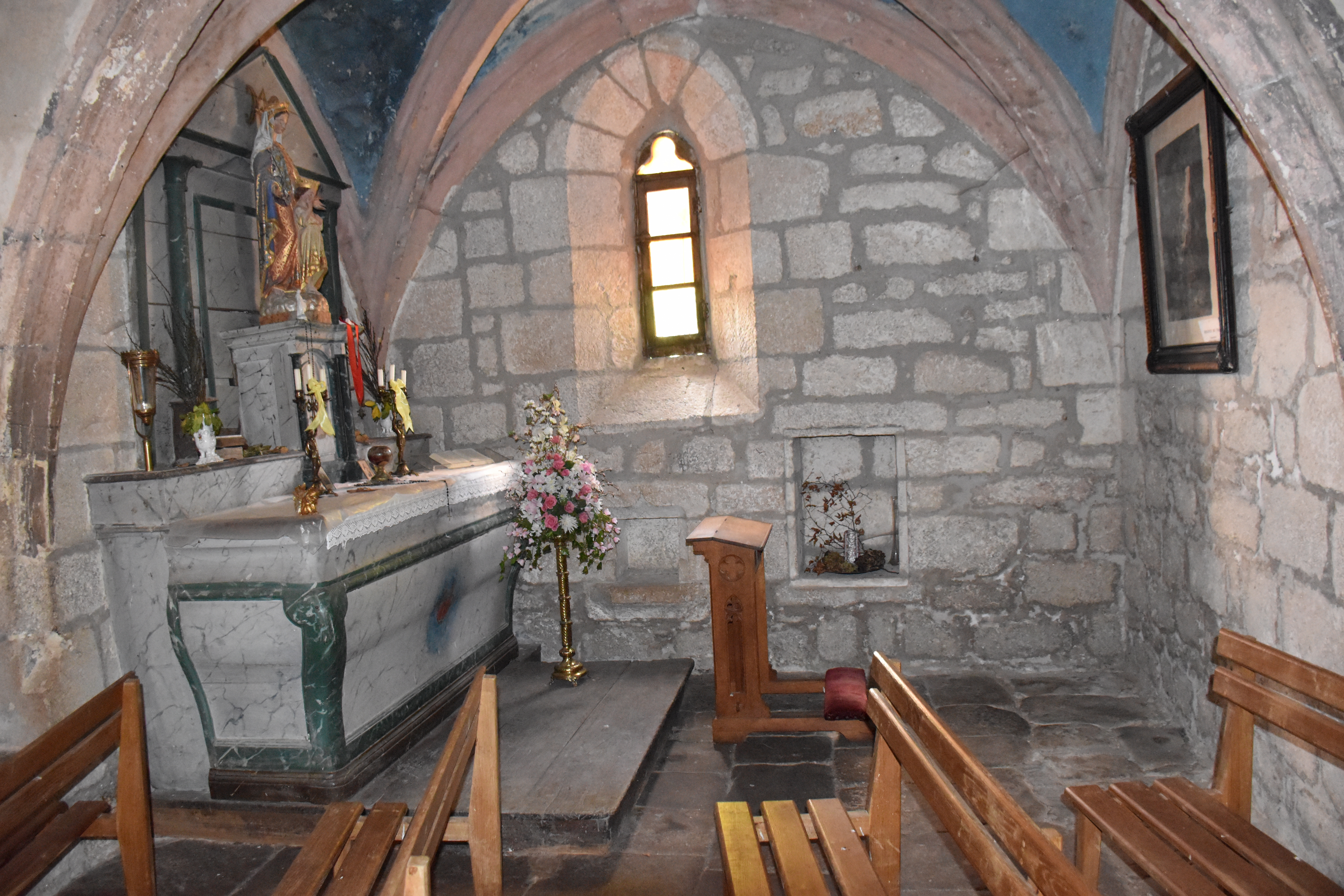
La chapelle de la Vierge.
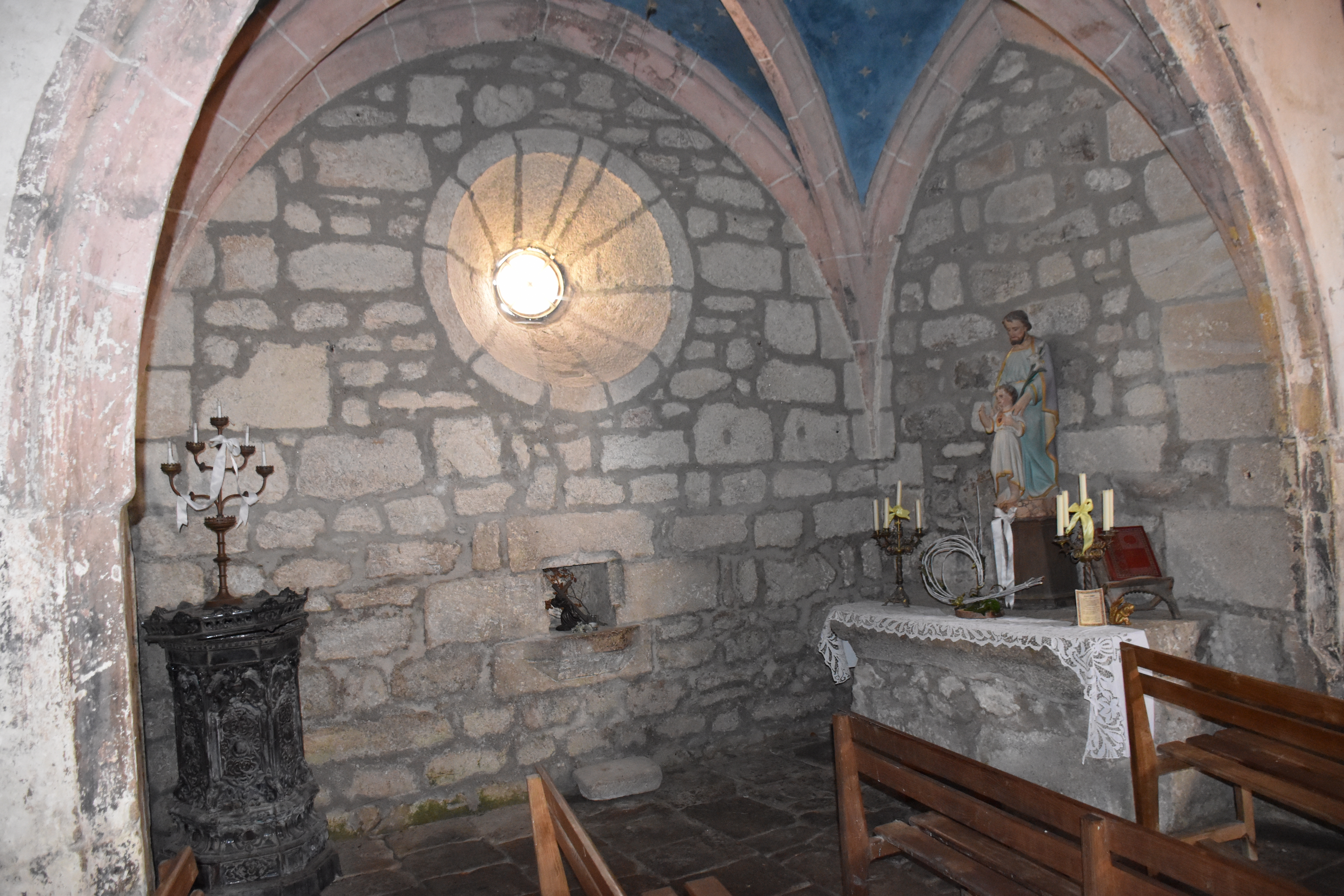
L'autel de Saint-Joseph éclairé par un oculus.
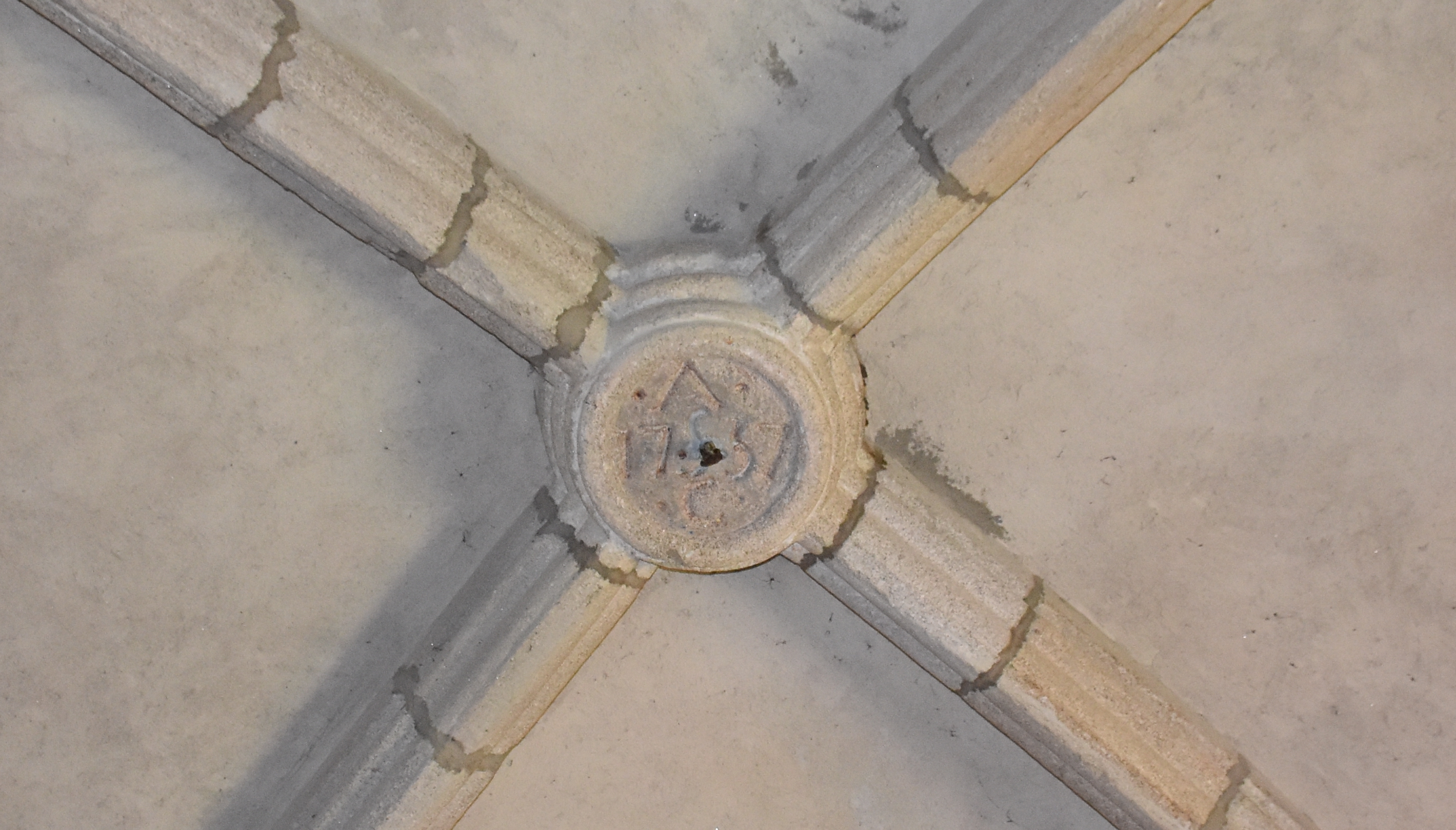
Clé de voûte datée de 1537.
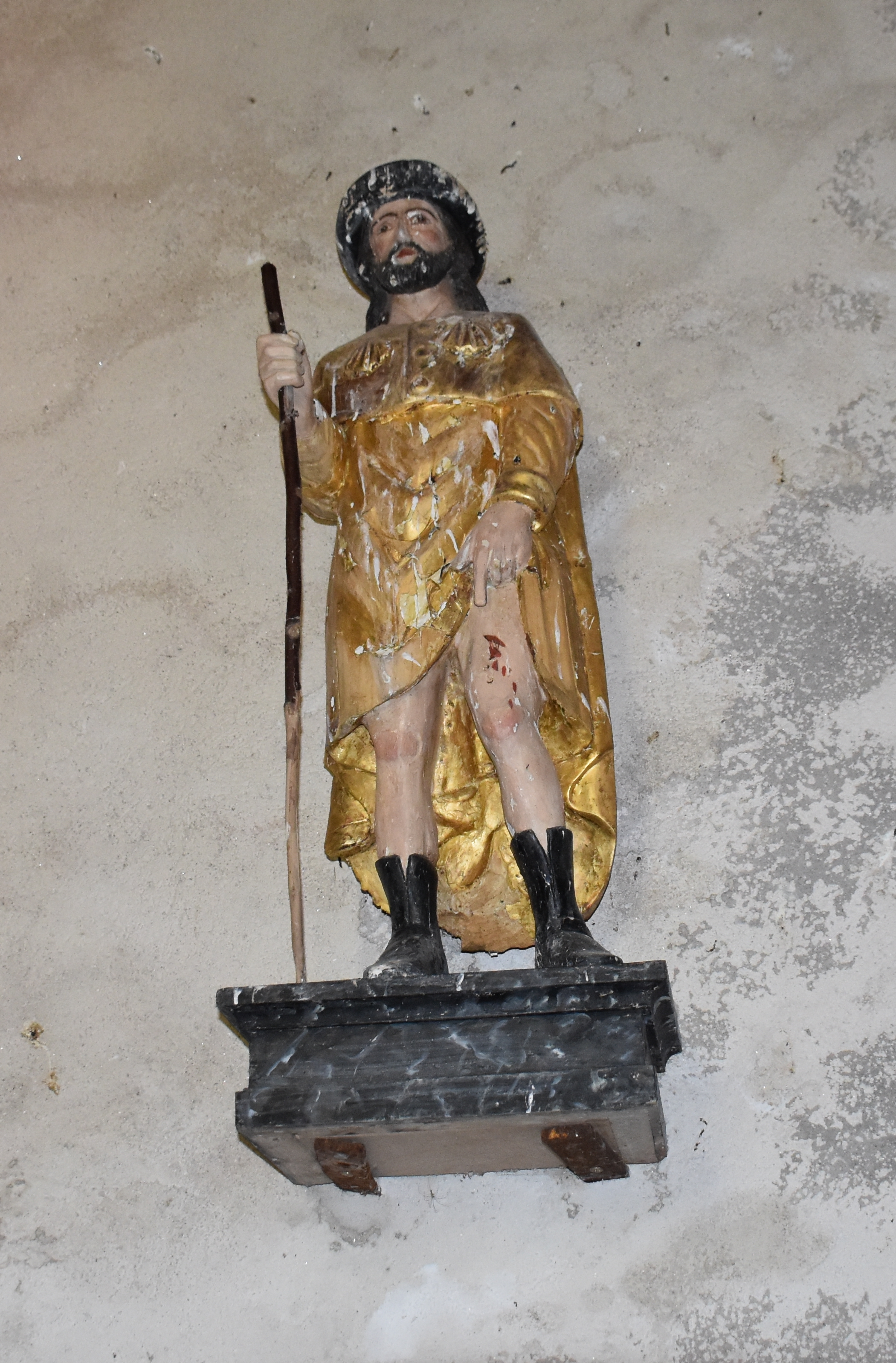
Statue de Saint-Roch.
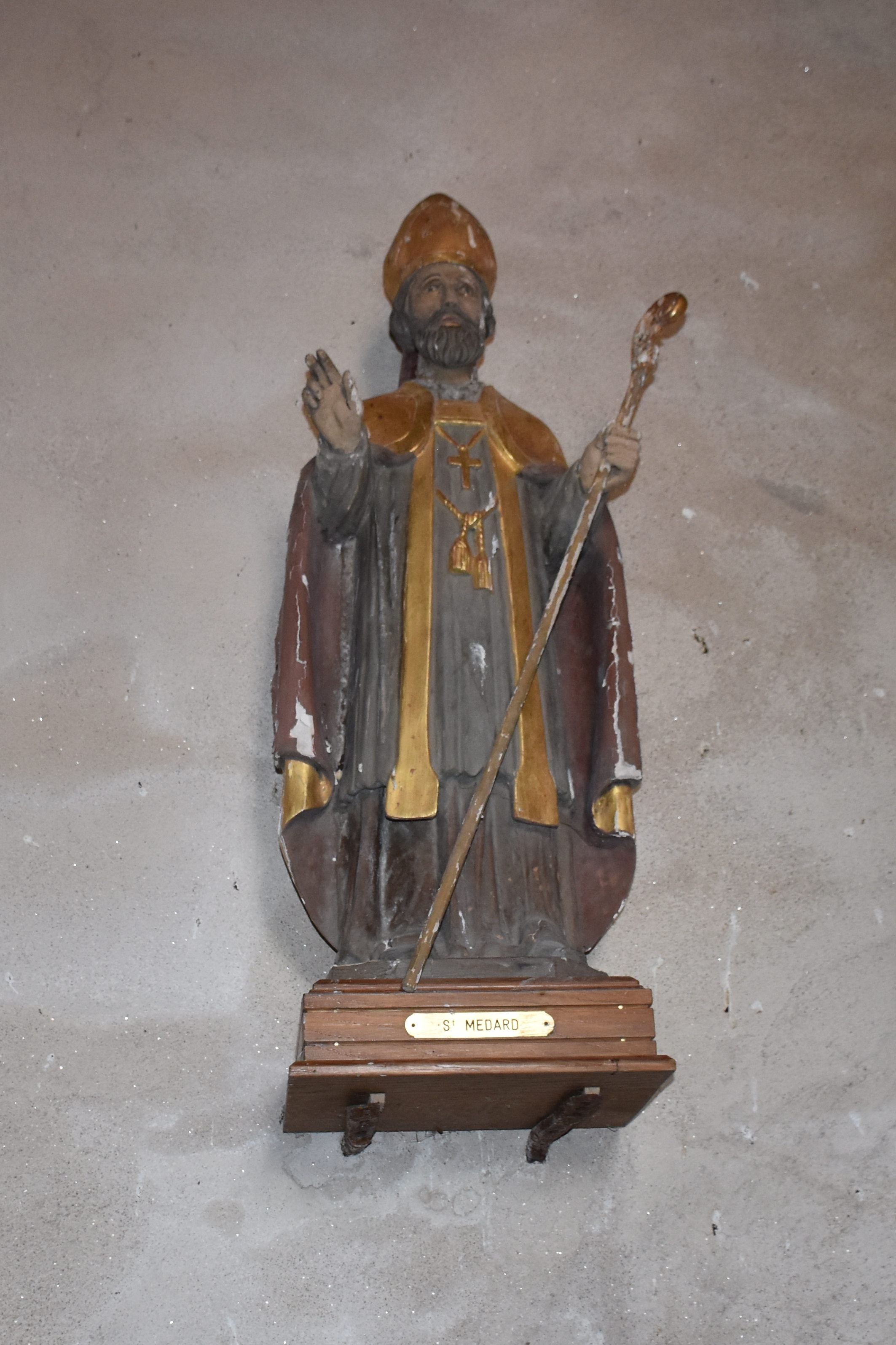
Statue de Saint-Médard.